# نصف قطر شفارتزشيلد

نصف قطر شفارتزشيلد في الفلك (بالإنجليزية: Schwarzschild radius) هو المسافة المحيطة بمركز جرم عظيم الكتلة -بافتراض أنّ جميع مادّة الجرم مركّزة ومنضغطة في نقطة المركز- والّتي تصبح عندها سرعة الإفلات مساويةً لسرعة الضّوء. عند مسافة أطول من نصف قطر شفارتزشيلد يمكن لجسيم سرعته مقاربةٌ لسرعة الضّوء الإفلات من جاذبيّة الجرم العظيم الكتلة، أمّا إذا كان الجسيم على مسافةٍ أقصر من نصف قطر شفارتزشيلد فلا يمكن للجسيم الإفلات من جاذبيّة الجرم، وحتّى الضّوء لا يستطيع أن يُفلت من جاذبيّة الجرم، ولذلك يُسمّى الجرم في هذه الحالة ثقباً أسود حيث إنّ أشعّة الضّوء لا تُفلِت منه.
توضيح:
(في مجال جاذبية كوكب الأرض يحتاج جسم ما لمغادرة الأرض والانفلات منها إلى سرعة إفلات {\displaystyle v_{e}} تساوي تقريبا 11.2 كيلومتر في الثانية، ولكن للإفلات من جاذبية الشمس (والخروج من النظام الشمسي) من نفس النقطة يحتاج إلى سرعة إفلات 42.1 كيلومتر/ثانية.)
بالنسبة إلى بقايا نجم منهار على نفسه ويتقلص فأي مادة أو ضوء داخل نصف القطر هذا لايمكنها الفرار منه وبذلك لايصبح الجرم مرئياً. تكون قوة الجاذبية الناتجة عن تكاتل الكتلة هائلة بحيث تتغلب أيضا على ضغط الانفطار للمادة فتستمر المادة في الانكماش والتقلص في حجم أقل ثم أقل حتى تصل إلى نقطة ذات كثافة لا نهائية: ويسمى ذلك تفرد جذبوي أو ثقب أسود حيث لاينفلت منه أي شعاع ضوء. ويستخدم هذا المصطلح في الفيزياء وعلم الفلك، وبصفةٍ خاصةٍ في نظرية الجاذبية والنظرية النسبية العامة.

## صيغة شفارتزشيلد
حصل العالم الفيزيائي الألماني كارل شفارتز شيلد عام 1915 حلا دقيقا

لمعادلة أينشتاين للمجال الجذبوي خارج جسم كروي لا يدور حول نفسه. وباستخدام التعريف:
{\displaystyle M={\frac {Gm}{c^{2}}}},
يحتوي الحل على جزء من صيغة المعادلة في الشكل
{\displaystyle {\frac {1}{2M-r}}};
حيث سميت القيمة {\displaystyle r} التي تجعل جزء المعادلة متفردة «نصف قطر شفارتزشيلد».
ولقد نوقش لمدة عشرات السنين المعنى الفيزيائي لذلك التفرد الجذبوي وعن احتمال وجوده فعلا في الطبيعة، ولم يكن احتمال تكوّن ثقب أسود غير معروف في ذلك الوقت وإنما عرفنا ذلك من التقدم العلمي الذي أحرزه العلماء في النصف الثاني من القرن العشرين.
و حصل «شفارتزشيلد» على المعادلة:
{\displaystyle R_{s}={\frac {2GM}{c^{2}}}\approx {\frac {M}{M_{\odot }}}\times 2950\;{\rm {m{\grave {e}}tres}},}
حيث:
{\displaystyle G} ثابت الجاذبية،
{\displaystyle M} كتلة الثقب الأسود،
{\displaystyle M_{\odot }} كتلة شمسية
{\displaystyle c} سرعة الضوء.
ويتناسب نصف قطر شفارتزشيلد تناسبا طرديا مع الكتلة. وعلى ذلك فالشمس لها نصف قطر شفارتزشيلد قدره 3 كيلومتر بينما الأرض لها نصف قطر شفارتزشيلد يبلغ 9 مليمتر فقط. وهذا يعني أنه لو تجمعت كتلة الشمس في كرة نصف قطرها 3 كيلومتر فإن حجم الشمس سوف يستمر في التقلص والانكماش حتى يصل إلى «التفرد» singularity بسبب قوى الجاذبية.
وتصل الأرض إلى حالة تفرد جذبوي بافتراض أن كتلتها تتجمع في كرة نصف قطرها 9 مليمتر. وأما كتلة الكون فلها نصف قطر شفارتزشيلد قدره 10 مليارات سنة ضوئية تقريبا.

## اقرأ أيضا
- ثقب أسود نجمي
- ثقب أسود كوني
- ثقب أسود 1655-40
- قائمة أكبر النجوم كتلة
- تفرد جذبوي
- حد تشاندراشيكار